# Trykluft
|  | Sammenskrivningsforslag Artiklerne Pneumatik, Trykluft er foreslået sammenskrevet. (Siden juli 2019) Diskutér forslaget |

Trykluft er et begreb som dækker over luft som er komprimeret til et større tryk end atmosfærisk tryk.
Overtrykket måles ofte i bar eller pascal.
Som oftest frembringes trykluft i en kompressor, og kan opbevares til senere brug i en tank.
Trykluft anvendes til mange formål, blandt andet til at drive trykluftværktøj eller maskiner. Dette kaldes ofte pneumatik.
Trykluft bruges også i trykluftbremser til større køretøjer. Blandt andet i tog.